# 邱集镇
邱集镇，是中华人民共和国江苏省徐州市睢宁县下辖的一个乡镇级行政单位。

## 行政区划
邱集镇下辖以下地区：
邱集社区、碾盘社区、王林社区、胡庙村、王楼村、鲍楼村、王宇村、廖巷村、小高村、邦彦村、王庄村、大社村、新闸村、朱开村、小苏村、香店村、大余村、李甘村、陈楼村、姚圩村、倪庄村、魏桥村、东倪村、腰圩村、大李村、袁西村、大主村、关庙村、沙祠村、董塘村、王术村、仝海村和高楼村。